# Alia (stolica tytularna)
Alia (łac. Diœcesis Alienus) – stolica historycznej diecezji w Cesarstwie rzymskim w prowincji Frigia Pacatiana, współcześnie w Turcji.

## Historia
Wzmianki o diecezji pochodzą z V–IX wieku, pierwszym wzmiankowanym biskupem jest Gajus.
W XVIII wieku Alia została wpisana na listę katolickich biskupstw tytularnych. Ostatnim biskupem tytularnym był Lech Kaczmarek, ówczesny biskup pomocniczy Gdańska. Od 1971 nie jest obsadzona.

## Biskupi tytularni
| Lp. | Biskup                 | Od                | Do                |
| --- | ---------------------- | ----------------- | ----------------- |
| 1   | Antonio Missirli       | 4 września 1779   | 22 listopada 1784 |
| 2   | William Poynter        | 6 marca 1803      | 26 listopada 1827 |
| 3   | Théodore Abou-Karim    | 22 czerwca 1832   | 28 września 1855  |
| 4   | József Viber           | 19 czerwca 1856   | 15 stycznia 1866  |
| 5   | Francesco di Nicola    | 22 grudnia 1871   | 3 sierpnia 1872   |
| 6   | Rupert Seidenbusch OSB | 12 lutego 1875    | 3 czerwca 1895    |
| 7   | Jean-Ernest Ménard     | 14 kwietnia 1953  | 23 stycznia 1955  |
| 8   | Manuel António Pires   | 7 marca 1955      | 23 września 1958  |
| 9   | Lech Kaczmarek         | 16 listopada 1958 | 1 grudnia 1971    |